# NGC 5044
NGC 5044 este o brightest cluster galaxy⁠(d) situată în constelația Fecioara. A fost descoperită în 31 decembrie 1785 de către William Herschel. Se află la o distanță de 32,21 de megaparseci de Pământ.